# Bischoffen
Bischoffen är en kommun och ort i Lahn-Dill-Kreis i Regierungsbezirk Gießen i förbundslandet Hessen i Tyskland. Kommunen bildades 1 juli 1974 genom en sammanslagning av de tidigare kommunerna Bischoffen, Niederweidbach, Oberweidbach och Wilsbach i den ny kommunen Bischoffen.